# Henry Conwell
Henry Conwell (ur. w 1748 w Ballyriff w Irlandii, zm. 22 kwietnia 1842 w Filadelfii) – irlandzki duchowny katolicki, biskup Filadelfii w Stanach Zjednoczonych w latach 1819-1842.
Ukończył studia w Kolegium Irlandzkim w Paryżu. Święcenia kapłańskie otrzymał w roku 1776. Przez większość życia był lubianym i szanowanym kapłanem archidiecezji Armagh. W chwili gdy 26 listopada 1819 roku otrzymał bullę nominacyjną na ordynariusza Filadelfii w USA nie wiedział nic o tym kraju i nigdy tam nie był. Miał już wówczas 74 lata i był proboszczem w Dungannon i wikariuszem generalny Armagh. Mimo wieku przyjął nominację. Sakrę biskupią otrzymał w Londynie, a następnie wyruszył do miejsca swego przeznaczenia. Młoda diecezja Filadelfijska wakowała przez ponad pięć lat i przez ten czas narosło wiele problemów natury organizacyjnej i administracyjnej. Największy kłopot, który zaważył na całej dalszej karierze bpa Conwella, była sytuacja w parafii NMP. Tamtejszy proboszcz ks. William Hogan doprowadził ostatecznie do schizmy w wyniku nieporozumień z ordynariuszem (ostatecznie ks. Hogan porzucił kapłaństwo). Bp Conwell popełnił przy tej sprawie dwa poważne błędy. Pierwszym było powołanie na wikariusza generalnego konfliktowego dominikanina Williama Harolda co zwiększyło napięcie i nieufność. Drugim była jego uległość wobec rady parafialnej, której w 1826 roku przyznał prawo do ustalania wynagrodzeń i wetowania jego własnych nominacji. Został on za to wezwany do Rzymu i pozbawiony władzy administracyjnej. Od roku 1830 diecezją zarządzał koadiutor Francis Patrick Kenrick, a Conwell ostatnie lata spędził w odosobnieniu i na modlitwie.